# Escudo de Bermudas
El escudo de Bermudas fue adoptado el 4 de octubre de 1910. Es un campo de plata con una franja de sínople en la punta que representa la vegetación del suelo sobre el que aparece situado un gran león de gules (o rojo) que sujeta desde atrás un escudo en el que aparece representado un barco (El Mar de la Ventura o Sea Venture) encallado en las rocas. Las costas rocosas se muestran a la izquierda del escudo, y el mar se encuentra a la derecha (El Sea Venture fue hundido sobre las costas de Bermudas en 1609 por George Somers, fundador de la colonia).
Las garras del león aparecen representadas en los extremos del escudo y su cabeza asoma por encima del escudo tal como si estuviese timbrando el escudo. El león de gules simboliza los vínculos de este territorio británico de ultramar con el Reino Unido.
Bajo el escudo de armas, aparece el lema nacional de la isla Quo Fata Ferunt, cuya traducción en español significa A donde el destino nos guíe.